# Acraea subserena
Acraea subserena är en fjärilsart som beskrevs av Grose-smith 1900. Acraea subserena ingår i släktet Acraea och familjen praktfjärilar. Inga underarter finns listade i Catalogue of Life.